# Motocyklové a technické muzeum Netvořice
Motocyklové a technické muzeum Netvořice v okrese Benešov má expozici orientovanou vedle motocyklů (120 kusů) také na automobily, tříkolky, invalidní vozíky, motocykly se sajdkárem, speciální stabilní motory, současnou produkci značky Jawa, historické traktory a technicky historické zajímavosti.
Muzeum je až do odvolání uzavřeno.